# Kamula
Le kamula est une langue papoue parlée en Papouasie-Nouvelle-Guinée, dans la province ouest.

## Classification
Le kamula fait partie des langues possiblement rattachées, selon Malcolm Ross, à la famille hypothétique des langues de Trans-Nouvelle-Guinée. Haspelmath, Hammarström, Forkel et Bank le classent comme un isolat linguistique.

## Sources
- (en) Malcolm Ross, 2005, Pronouns as a preliminary diagnostic for grouping Papuan languages, dans Andrew Pawley, Robert Attenborough, Robin Hide, Jack Golson (éditeurs) Papuan pasts: cultural, linguistic and biological histories of Papuan-speaking peoples, Canberra, Pacific Linguistics. pp. 15–66.